# ヘンリー・ハッチソン
ヘンリー・ハッチソン（Henry Hutchison、1997年2月12日 - ）は、オーストラリアのラグビー選手。

## プロフィール
- オーストラリア・シドニー出身[1]。
- ポジションはウィング(WTB)。
- 身長 175cm、体重 86kg
- リオ五輪の7人制オーストラリア代表に選ばれた[2]。

## 略歴
メルボルン・ライジングを経て、2018年、レベルズに加入。
そして2021年、東京五輪の7人制オーストラリア代表に選ばれた。
2024年、パリ五輪の7人制オーストラリア代表に選ばれた。